# ۷۶۱ (خورشیدی)
۷۶۱ هفتصد و شصت و یکمین سال هجری خورشیدی است.